# 137P/Shoemaker-Levy
Pour les articles homonymes, voir Comète Shoemaker-Levy.
La comète Shoemaker-Levy 2, officiellement 137P/Shoemaker-Levy 2, est une comète périodique du Système solaire, découverte le 25 octobre 1990 par David H. Levy, Carolyn S. Shoemaker et Eugene M. Shoemaker à l'observatoire Palomar en Californie.